# Galatia (Illinois)
Galatia est un village situé au nord-ouest du comté de Saline dans l'Illinois, aux États-Unis,. Le village est incorporé le 14 juillet 1958. Il est baptisé en référence à Albert Gallatin.

## Démographie
Lors du recensement de 2010, le village comptait une population de 933 habitants. Elle est estimée, en 2016, à 908 habitants.

### Source de la traduction
- (en) Cet article est partiellement ou en totalité issu de l’article de Wikipédia en anglais intitulé « Galatia, Illinois » (voir la liste des auteurs).